# Henry Golding
Henry Ewan Golding (Sarawak, 1987. február 5. –) malajziai származású brit színész.
Szerepelt a Kőgazdag ázsiaiak (2018) és a Múlt karácsony (2019) című romantikus vígjátékokban, az Egy kis szívesség (2018) című thrillerben, az Úriemberek (2019) akcióvígjátékban, valamint a Kígyószem: G.I. Joe – A kezdetek (2021) című akció-kalandfilm címszerepét alakítva. Feltűnt A piszkos hadviselés minisztériuma (2024) szereplőgárdájában is. Mielőtt filmes munkáiról vált volna ismertté, az ESPN, a BBC és a Discovery Channel Asia műsorvezetőjeként kezdte pályafutását.

## Élete
1987. február 5-én született Betongban, a malajziai Sarawak államban. Édesanyja, Margaret Likan, dayak iban felmenőkkel rendelkező sarawaki születésű, míg édesapja, Clive Golding angol származású. Golding a három gyermek közül a legfiatalabb.
A család közel öt évig élt Terengganuban, majd Golding nyolcéves korában az angliai Surreybe költöztek, ahol a Redhill-i The Warwick Schoolba járt. Golding brit állampolgársággal rendelkezik. Miután néhány évig fodrászként dolgozott a londoni Sloane Streeten, 21 évesen visszaköltözött Malajziába, hogy Kuala Lumpurban kameraszerepeket vállaljon.

## Pályafutása
2014 óta házigazdája a The Travel Show című műsornak a BBC-n.
Golding Matthew McConaughey, Hugh Grant és Michelle Dockery mellett szerepelt az Úriemberek című, 2019-es Guy Ritchie által rendezett krimiben. Ezután a Monsoon című Hong Khaou-filmben alakította Kitet, aki Londonból szülőhazájába, Vietnámba utazik, hogy szétszórja szülei hamvait.
2019 augusztusában Golding megkapta a G.I. Joe filmes franchise spin-offjának, a Kígyószem: G.I. Joe – A kezdeteknek a címszerepét, amely 2021 júliusában kerül a mozikba. A Kígyószem forgatása 2019 októberében kezdődött Vancouverben, és 2020 februárjában fejeződött be Japánban.
2024-ben a A piszkos hadviselés minisztériuma című filmben tűnt fel.
2025-ben megismételte Sean Towsend szerepét a Még egy kis szívesség misztikus filmvígjátékban.

## Magánélete
Golding 2011 újév napján ismerkedett meg Liv Lo tajvani televíziós műsorvezetővel és jógaoktatóval. 2015-ben jegyezték el egymást, és 2016 augusztusában házasodtak össze Sarawakban. A kaliforniai Venice Beachen élnek két lányukkal, akik 2021-ben és 2023-ban születtek.
Házassága előtt Golding befejezte a bejalai-t – az ibani rítust a férfivá válásról – a borneói vadonban, és két hónapon át filmezte az élményt a Discovery Channel Asia Surviving Borneo című dokumentumfilm-sorozata számára. Utazása úgy végződött, hogy a sarawaki Kuchingban egy hagyományos, kézzel készített bejalai tetoválást kapott a Borneoheadhunters Tattoo-ban dolgozó Ernesto Kalumtól. A jobb combján lévő tetoválás egy fügefát ábrázol, amely körbeölel más fákat.
Amikor Michele Manelis a The New Zealand Heraldnak adott interjút, Golding a következőket mondta a vezetéknevéről: „Golding tényleg francos egy zsidó név, ugye? A nagyapám a háború alatt Londonban volt, és a történet szerint valószínűleg egy ilyen nevű zsidó család fogadta örökbe.”

## Filmográfia
| Év   | Magyar cím                         | Eredeti cím                           | Szerep                 | Magyar hang   |
| ---- | ---------------------------------- | ------------------------------------- | ---------------------- | ------------- |
| 2009 |                                    | Pisau Cukur                           | Iskandar Tan Sri Murad |               |
| 2018 | Kőgazdag ázsiaiak                  | Crazy Rich Asians                     | Nick Young             | Szatory Dávid |
| 2018 | Egy kis szívesség                  | A Simple Favor                        | Sean Townsend          | Jakab Márk    |
| 2019 |                                    | Monsoon                               | Kit                    |               |
| 2019 | Múlt karácsony                     | Last Christmas                        | Tom Webster            | Szatory Dávid |
| 2019 | Úriemberek                         | The Gentlemen                         | Száraz szem            | Zámbori Soma  |
| 2021 | Kígyószem: G.I. Joe – A kezdetek   | Snake Eyes                            | Kígyószem              | Szatory Dávid |
| 2022 | Meggyőző érvek                     | Persuasion                            | Mr. Elliot             | Varga Gábor   |
| 2023 | Bérgyilkosok klubja                | Assassin Club                         | Morgan Gaines          | Varga Gábor   |
| 2023 | Boldogság Owl városában            | Downtown Owl                          | Vance Druid            | Varga Gábor   |
| 2024 | A tigris tanítványa                | The Tiger's Apprentice                | Mr. Hu (hangja)        |               |
| 2024 | A piszkos hadviselés minisztériuma | The Ministry of Ungentlemanly Warfare | Freddy Alvarez         | Szatory Dávid |
| 2024 |                                    | Daniela Forever                       | Nicolas                |               |
| 2025 | Még egy kis szívesség              | Another Simple Favor                  | Sean Townsend          | Szabó Andor   |
| 2025 | A halhatatlan gárda 2.             | The Old Guard 2                       | Tuah                   | Horváth Illés |

### Televízió
| Év        | Cím                                     | Szerep           | Megjegyzés                 |
| --------- | --------------------------------------- | ---------------- | -------------------------- |
| 2007–2010 | The 8TV Quickie                         | Önmaga           | előadó                     |
| 2009      | Goda                                    | Hariz            |                            |
| 2010–2012 | Football Crazy                          | Önmaga           | előadó                     |
| 2012      | Welcome to the Railworld Malaysia       | Önmaga           | előadó                     |
| 2013      | Driving Change with Caltex              | Önmaga           | televíziós különkiadás     |
| 2014–     | The Travel Show                         | Önmaga           | társelőadó                 |
| 2015      | Welcome to the Railworld Japan          | Önmaga           | előadó                     |
| 2017      | Surviving Borneo                        | Önmaga           | előadó                     |
| 2021      | Star Wars: Látomások                    | Tsubaki (hangja) | rövidfilm (angol szinkron) |
| 2025      | No Taste Like Home with Antoni Porowski | Önmaga           | vendég                     |

## Fordítás
- Ez a szócikk részben vagy egészben  a   Henry Golding című angol Wikipédia-szócikk fordításán alapul.  Az eredeti cikk szerkesztőit annak laptörténete sorolja fel. Ez a jelzés csupán a megfogalmazás eredetét és a szerzői jogokat jelzi, nem szolgál a cikkben szereplő információk forrásmegjelöléseként.